# Pachyschelus undularius
Pachyschelus undularius es una especie de escarabajo joya del género Pachyschelus, familia Buprestidae. Fue descrita científicamente por Burmeister en 1872.